# Gobby
Gobby ist ein Texteditor, der die Idee des kollaborativen Schreibens unterstützt. Somit ist es möglich, dass mehrere Personen gleichzeitig (virtuelle Präsenz) an demselben Dokument arbeiten. Gobby ist freie Software und wird unter der GNU General Public License angeboten. Es werden sämtliche Unix-Derivate, Linux-Betriebssysteme, Windows und macOS (mit installiertem X-Server) unterstützt. Grundsätzlich benötigt Gobby das GIMP-Toolkit, um funktionieren zu können.
Gobby unterstützt Unicode und hebt einen Text, je nach dessen Art, durch eine Syntaxhervorhebung farblich hervor.
In der aktuellen Version basiert Gobby auf dem Client-Server-Architekturprinzip. Dieses ermöglicht es, mehrere Dokumente innerhalb einer Sitzung zu bearbeiten. Zudem können einzelne Dokumente mit den einzelnen Teilnehmern synchronisiert werden. Um ein gewisses Maß an Sicherheit zu erlangen, können die einzelnen Sitzungen durch ein Kennwort geschützt werden. Neben dem Client-Server-Modus gibt es auch Unterstützung für Multicast-DNS um andere Teilnehmer in einem lokalen Netzwerk aufzufinden und erlaubt in einer Pseudo-Peer-to-Peer-Weise an einer Sitzung teilzunehmen. Dies hat den Vorteil, dass man die Adresse (Domain oder die IP-Adresse) des Servers nicht kennen muss, um einer Sitzung beitreten zu können.
Die Kommunikation zwischen den einzelnen Sitzungsteilnehmern findet im Stil eines IRC-Chats statt. Um die Änderungen der einzelnen Teilnehmer unterscheiden zu können, können diese eine spezielle Farbe wählen, die dann dazu benutzt wird, die Textänderungen des jeweiligen Teilnehmers farblich hervorzuheben.
Das Programm erlaubt verschlüsselte Verbindungen über GnuTLS. Es ist außerdem eine ebenfalls freie Server-Version (genannt Sobby) verfügbar.
Lange Zeit (in der 0.4-Serie vor 0.4.9x im Jahr 2008) stand der Editor wegen der nicht vorhandenen „Rückgängig-machen“-Funktion in der Kritik. Aus Versehen gelöschter Text war damit endgültig gelöscht.